# Bruno Biagi
Pour les articles homonymes, voir Biagi.
Bruno Biagi, né le 27 octobre 1889 à Lizzano in Belvedere et mort le 22 décembre 1947 à Rome (Italie), est un homme politique italien.

## Biographie
Il est le fils de Ferdinando Biagi, commerçant, et de Erminia Fabbri, mère au foyer. Marié à Lucques le 9 juillet 1911 avec Fedora Cappelletti, sans enfant, c'est un cousin germain de Dario Biagi et de Bice Biagi les parents du journaliste écrivain Enzo Biagi.

### Jeunesse
Il voit le jour le 27 octobre 1889 en Émilie-Romagne à la limite de la Toscane dans la commune de Lizzano in Belvedere, au cœur des Apennins du Nord à égale distance de Bologne, Lucques et Florence. Sa famille est originaire de Pianaccio, un petit village de montagne à trois kilomètres du chef-lieu de la commune. L'hiver beaucoup d'hommes quittent le village pour aller creuser des mines ou abattre des forêts en Sardaigne ou, bergers transhumants, passent avec leurs troupeaux dans les plaines de Bologne ou de Romagne. En période de famine, nombreux sont ceux qui sont obligés de chercher du travail ailleurs, notamment dans le Maremme, en Corse ou en Sardaigne pour fabriquer du charbon.
Diplômé en droit de l'Université de Pise en juillet 1913, Bruno Biagi est inscrit au collège des avocats en décembre 1914.
De début 1916 à 1918, il se distingue durant la Première Guerre mondiale comme officier d'infanterie.
Après la guerre, Bruno Biagi fait profession d'avocat à Bologne, inscrit à la cour d'appel en octobre 1919, à la cour de cassation en avril 1923.

### Entrée en politique
En 1919, Bruno Biagi fonde la fédération des combattants de Bologne qu'il présidera de nombreuses années,. En septembre 1925, il fait partie de la délégation italienne qui reçoit à Rome les délégués alliés lors du deuxième congrès de la FIDAC (Federation Interalliee des Anciens Combattants).
Entré en politique pour représenter les anciens combattants, il est élu, en octobre 1920, dans l'opposition au conseil municipal de Bologne dominé par le PSI. Le 21 novembre 1920 à l'occasion de l'installation du nouveau conseil, il est blessé par balle lors du massacre du palais d'Accursio au côté d'un conseiller municipal libéral mutilé de guerre, l'avocat Giulio Giordani. Mortellement touché, celui-ci devient le premier martyr du fascisme et le conseil municipal est remplacé par un commissaire.
Bruno Biagi est élu de nouveau au conseil municipal de Bologne en 1923 et y siège jusqu'en 1940, assigné en 1928 pour le groupe des artisans et nommé en 1936 pour le syndicat des professionnels et artistes.

### Montée du fascisme
Le 28 octobre 1922, Bruno Biagi participe à la marche sur Rome.
Il est élu sur la liste fasciste d'Émilie-Romagne au parlement italien le 6 avril 1924, puis réélu par plébiscite en 1929 et 1934.
Il est membre de la commission électorale du 1er mai 1929 au 20 juillet 1932 et membre de la commission pour l'examen des bilans et des comptes du 30 novembre 1938 au 2 mars 1939.

### Au sein des mouvements caritatif et coopératif
Il devient président de l'E.C.A., l'agence d'assistance communale qui remplace les congrégations caritatives, et président de la fédération régionale émilienne des coopératives. Il est commissaire extraordinaire des syndicats fascistes de Bologne. Il est aussi nommé conseiller de la banque du travail et de la coopération.
En 1922, après la destitution des socialistes Romeo Galli et Mario Longhena (it), il prend la direction de l'entité autonome de la consommation de Bologne et maintient en activité ses nombreux magasins dont 21 d'alimentation générale malgré les demandes des commerçants.
Le 8 juin 1924 est fondé à Milan la fédération nationale des coopératives de consommation avec Bruno Biagi pour président.
En novembre 1929, il succède à un autre bolognais Dino Alfieri à la présidence de l'agence nationale de la coopération. Il y est très actif en vue d'obtenir l'autonomie des coopératives au sein du régime mais obtient peu d'avancées. Avec Rosario Labadessa en 1930, en dépit de la conception totalitaire et unitaire du fascisme, il revendique la particularité de la coopération comme institution économique de droit privé avançant la proposition d'une reconnaissance juridique d'une confédération nationale de la coopération. Mais l'initiative progresse peu et même Il Popolo d'Italia intervient brusquement contre les thèses de Bruno Biagi. En mars 1931 il est instamment remplacé par le milanais Carlo Peverelli.

### Corporatisme et Sécurité sociale

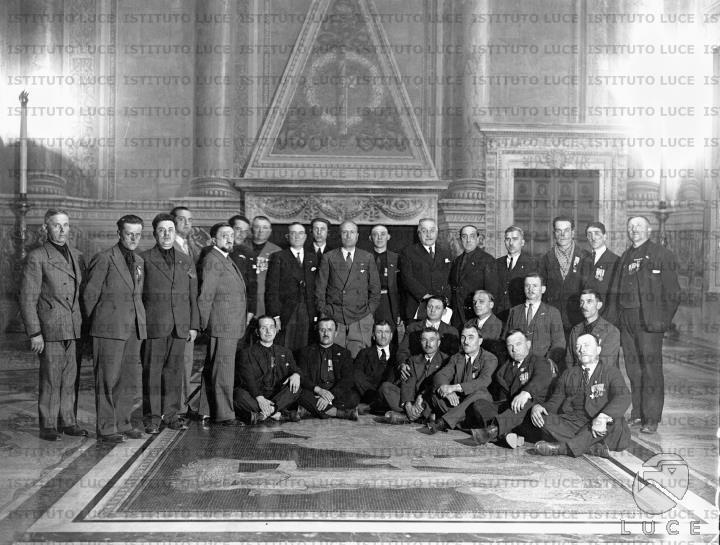
Mussolini posant avec Bruno Biagi et les mineurs de Cogne dans la salle de la mappemonde du palais de Venise en octobre 1931

En juillet 1931, Bruno Biagi est nommé commissaire du gouvernement de la confédération des syndicats de l'industrie, ce qui le rend pour la durée de sa fonction membre du Grand Conseil du fascisme; il démissionne de la présidence de l'ECA qu'il a promu et qui peut être considérée comme une des meilleures réalisations de la coopération fasciste et est remplacé par le bolonais Riccardo Muzzioli.

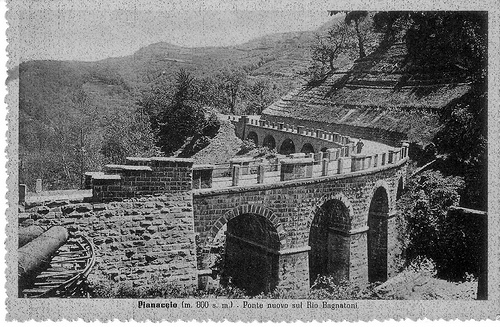
La route qui monte de Pianaccio au refuge de la Segavecchia est construite en 1937, grâce au financement de 1,5 million de lires obtenu par Bruno Biagi pour le développement du tourisme dans sa montagne natale.

En juillet 1932 Mussolini reprend le ministère des Corporations à Giuseppe Bottai dans le but d'atténuer les conceptions les plus radicales du corporatisme. Il confie la tâche à deux sous-secrétaires d'État, Bruno Biagi responsable des syndicats et des corporations représentant les intérêts du « travail » et Alberto Asquini (it) représentant les intérêts du « capital ».
Bruno Biagi organise l'Institut national de la prévoyance sociale (Istituto nazionale della previdenza sociale comparable à ce qui se fera avec la Sécurité sociale en France en 1945). En 1935 il succède à Giuseppe Bottai à la présidence de cet institut.

### Magistère

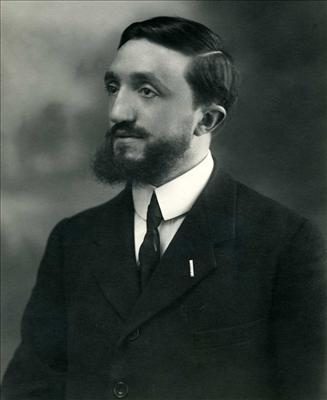
Bruno Biagi professeur à la faculté d'économie de l'université de Bologne « L'Alma Mater Studiorum »

Chargé de cours depuis 1931, professeur extraordinaire en 1936, professeur ordinaire en 1939, il enseigne le droit corporatif et le droit du travail à la faculté d'économie et de commerce de l'Université de Bologne et entre 1933 et 1937 à l'Université commerciale Luigi Bocconi de Milan. Il donne également des leçons et tient des conférences dans les universités de Pise, Padoue, Sienne et Venise. Il est fait docteur honoris causa de l'université de Lisbonne en 1937.
Il devient président des éditions (it) Felice Le Monnier à Florence.
À partir de 1939, il est membre de la commission pour le règlement de la Chambre des Faisceaux et des Corporations qui remplace la Chambre des députés, président de la commission législative de l'industrie, il entre au conseil d'administration de la Société italienne du charbon. Aux côtés de Giovacchino Forzano, il présidera aussi la compagnie cinématographique La Tirrenia dans la cité du cinéma construite en 1933-1934 près de Pise.

### Épuration
Le 25 juillet 1943, quand Mussolini est remplacé par le maréchal Badoglio, l'Italie se découvre tout d'un coup anti-fasciste. Attendant le train pour Rome à la gare de Bologne, Bruno Biagi est reconnu par des voyageurs. « Donne hiérarque » réclament ils. Ils ouvrent sa valise et trouvent un maigre os de jambon et trois kilos de farine. L'un d'eux le gifle et la précieuse marchandise est séquestrée par les insurgés.
Le 3 septembre 1943, le gouvernement Badoglio, qui vient de signer un armistice avec les alliés qui ne sera rendu public que cinq jours plus tard, lance une enquête visant à démasquer la corruption chez certains hiérarques. Les contours de l'affaire ne sont pas encore connus, mais certains noms sont révélés : Roberto Farinacci, Piero Brandimarte (it), Edmondo Rossoni, Giuseppe Bottai, Achille Starace, Bruno Biagi, Leandro Arpinati, Piero Gazzotti et Tullio Cianetti. Leurs avoirs sont entièrement saisis.
Après la prise de contrôle de l'Italie par l'armée allemande, Bruno Biagi s'engage pour la lutte clandestine contre les nazis à Bologne.
Lorsque l'épuration se met en place dans le centre du pays, Bruno Biagi est incarcéré dans le pénitencier du château médiéval (it) de Gaete. Il est poursuivi pour avoir profité du régime, mais il n'a pas détourné une lire. Il ne possède qu'un appartement à Bologne et un pavillon à Lizzano, dont les plans ont été conçus par Maria Bortolotti-Casoni et qu'il a nommé villa Fedora en hommage à son épouse.
Il déclare le 16 janvier 1946 à la Haute Cour de justice : « La cause de toutes mes disgrâces, ce fut l'égratignure à la tempe qu'un coup de feu me causa pendant le meurtre de Giulio Giordani au palais d'Accursio, le 21 novembre 1920. J'étais alors un avocat discret de Bologne, j'avais fait la guerre comme volontaire, je m'enorgueillissais d'une bonne position : cette blessure superficielle me jeta sur la scène de la politique, parce que le fascisme voulut faire aussi de moi, comme de Giordani, une espèce de martyr... ». Bruno Biagi est néanmoins condamné par la Haute Cour à 18 ans de prison au seul motif que « son travail a augmenté le prestige du fascisme et donc sa consolidation ».
Accusé d'avoir obtenu sa nomination de professeur ordinaire « exclusivement pour des raisons sectaires et par des appuis fascistes », il est suspendu le 16 juin 1945 puis exclu de l'université de Bologne.

### Réhabilitation et fin de vie

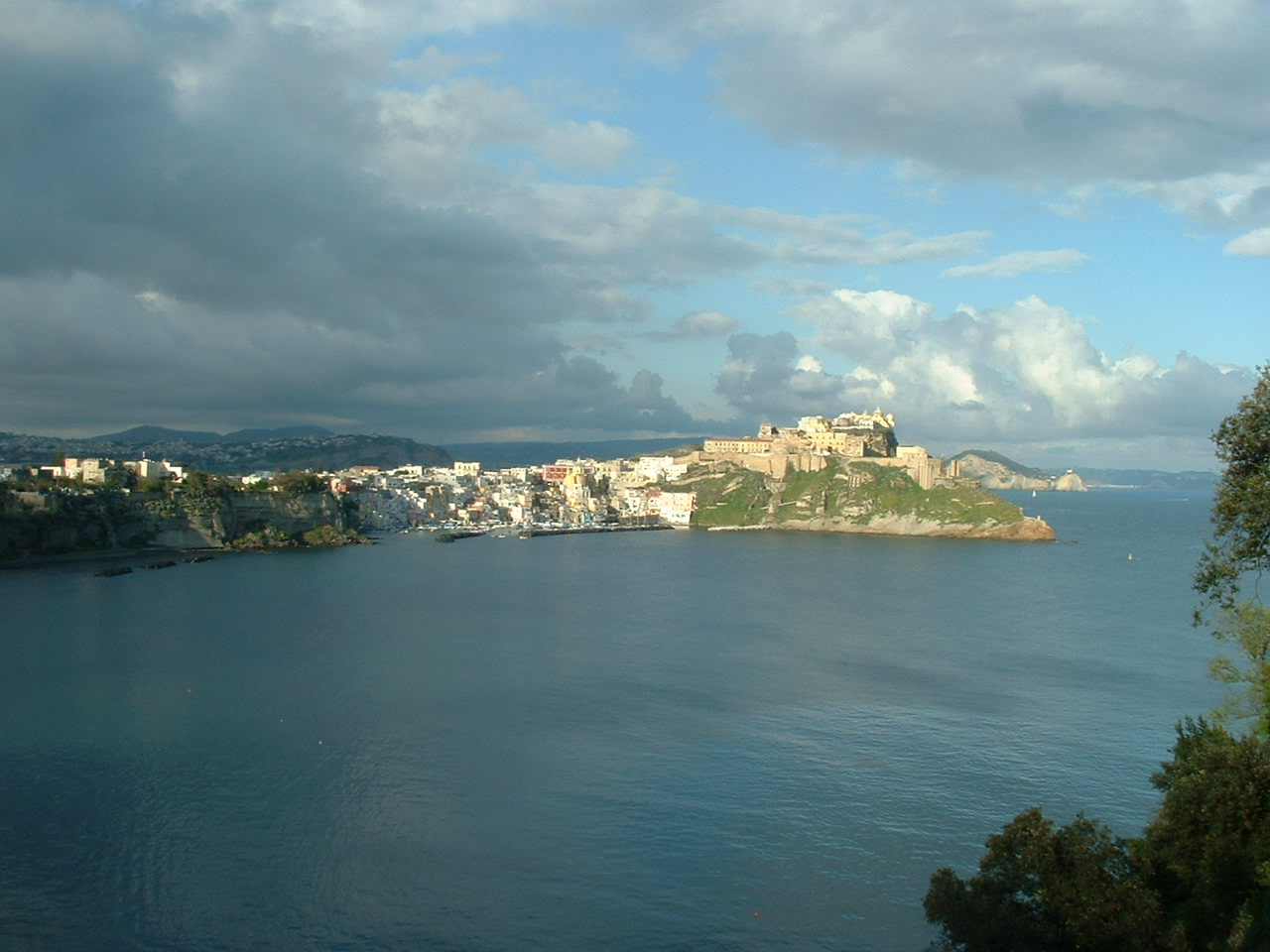
Prison de Terra Murata sur l'île de Procida

Le 22 juin 1946, le ministre de la justice communiste Palmiro Togliatti promeut un décret favorisant l'amnistie. Le 29 juin 1946, Bruno Biagi est libéré de la prison de Terra Murata sur l'île de Procida en même temps que l'ex gouverneur d'Albanie Francesco Jacomoni et l'ex sous-secrétaire aux finances Fulvio Suvich (it). Un nouveau procès l'acquitte de toutes charges le 6 novembre 1946. Il gagne en appel contre son exclusion de l'université de Bologne, mais n'enseigne plus.
Affaibli par son séjour carcéral, il décède prématurément le 22 décembre 1947 à Rome. Les textes, notes et courriers de son passage au ministère des Corporations sont conservés à l'Institut historique de la Résistance à Florence (it).
Le 14 février 1948, le défenseur de Bruno Biagi plaide devant l'assemblée plénière de la cour cassation pour le « droit à la réhabilitation de la mémoire ». Mais la cour suprême tout en reconnaissant à la demande une « valeur morale incontestable », mais considérant que « le sujet auquel s'adresse la demande punitive de l'État ne peut être nécessairement qu'une personne humaine vivante » et capable de soumettre personnellement à toute sanction, la juge incompatible avec « les principes les plus fondamentaux de l'ordre juridique » italien, le décès entraînant la résiliation immédiate de la « relation juridique ». La décision est contestée, la justice devant aussi tenir compte de l'inexistence du crime, du fait que seules les présences du juge et de l'accusateur sont indispensables, et du grand intérêt humain pour la protection d'une personne innocente, avant tout respectable. Il est aussi argué que la demande revêtant un intérêt de nature publiciste et non exclusive à l'accusé, l'obstacle allégué du caractère indispensable du contre-interrogatoire tombe.

## Ouvrages et communications
En 1934, il publie pour l'Istituto fascista di cultura (it), Lo Stato Corporativo. En 1935, l'ouvrage est traduit en français par Marie Canavaggia sous le titre L'État Corporatif pour les Nouvelles Éditions latines.
Biagi décrit le syndicalisme fasciste, montrant en quoi il constitue un élément décisif du fascisme, car préparatoire à la mise en œuvre du Nouvel État. Il explique comment le syndicalisme fasciste, découlant de la doctrine de Mussolini, représente une solution définitive au « problème social », non seulement en Italie, mais aussi en Europe et dans le monde. Biagi souligne la nouveauté et l'unicité du syndicalisme fasciste, affirmant que cette doctrine n’est pas axée sur le déterminisme ou l’économie, mais sur la solidarité nationale, l’aspect éthique et éducatif et la reconnaissance par les citoyens de leur appartenance à la civilisation commune italienne fasciste.
Niant la société tripartite née de la révolution française, exaspéré par le socialisme marxiste, critiquant à la fois le libéralisme et le socialisme, Biagi définit les traits positifs de la conception sociale fasciste, identifiant la liberté dans la « souveraineté participative » du « citoyen fasciste », faisant reposer la vraie liberté sur l'ordre et la loi fasciste.
En 1937, il présente les allocations familiales en Italie dans la Revue internationale du travail. Les allocations familiales ont d'abord été instituées de manière contractuelle par des conventions collectives pour les travailleurs de l'industrie en 1934. La décision a été prise, en premier lieu, pour compenser les effets de la réduction de la durée hebdomadaire du travail sur le montant des salaires des chefs de famille, mais aussi à des fins démographiques. L'application des allocations a été perfectionnée pendant deux ans avant d'entrer dans la loi autorisant alors l'extension par décret à d'autres catégories professionnelles. Des accords ont été conclus pour les travailleurs du commerce et pour les travailleurs des banques et assurances.

## Publications
- (it) I combattenti all'estero dans I combattenti. La Nuova Giornata, 14 juin 1923
- (it) Congresso provinciale : 8 giugno 1924 : Relazione sull'assistenza e sull'organizzazione : funzione morale e politica dell'associazione, Cuppini, Bologne, 1924
- (it) La cooperazione e i combattenti, extrait de Problemi d'Itali tome 10 n. 2 pages 768-774, Rome, 1925
- (it) Diaro della Guerra mondiale, Off. Graf. Combattenti, Bologne, 1927 (Giovanni Bernardi, préface de Bruno Biagi)
- (it) Corso teorico-pratico della cooperazione, P. Galeati, Imola, 1928 (introduction de Bruno Biagi, leçons de Bruno Bendini)
- (it) La cooperazione nell'ordinamento corporativo, Leonardo Da Vinci, Citta di Castello, 1930
- (it) Nel segno della doppia croce (discours), Federazione Italiana Nazionale fascista per la lotta contro la tubercolosi, Rome, 1931
- (it) Garibaldi e le associazioni operaie (conférence tenu à Bologne le 9 mai 1932 à l'initiative de l'union locale provinciale de la société de secours mutuel), L. Cappelli Edit. Tip., Bologne 1932
- (it) Politica del lavoro (discours prononcé à la chambre des députés le 10 mars 1932), Tipografia della Camera dei deputati, Rome, 1933
- (it) Attività sindacale e corporativa (discours prononcé au Sénat le 3 avril 1933), Tipografia del Senato, Rome, 1933
- (it) Tutela delle donne lavoratrici, extrait de Politica sociale, Rome, octobre-novembre 1933
- (it) La cooperazione, A. Mondadori, Milan, 1933 et 1938
- La réglementation des conflits du travail dans la législation fasciste, A. Jullien, Genève, 1933 (de Maurice Bastian, préface de Bruno Biagi)
- (it) Norme consuetudinarie per la divisione delle famiglie coloniche nel bolognese, Coppini, Florence, 1934
- (it) Scritti di politica corporativa, N. Zanichelli, Bologne, 1934
- (it) Mutualità  dans Enciclopedia Italiana, Treccani, 1934
- (it) Lo stato corporativo : 1. il sindacato, 2. la corporazione, Istituto nazionale fascista di cultura, Rome, 1934
- L'État Corporatif, Nouvelles Éditions Latines, Paris, 1935 (traduit de l'italien par Marie Canavaggia)
- (it) Lineamenti di economia corporativa : corso di lezioni, Cedam, Padoue, 1935
- (it) I nuovi sviluppi dell'ordinamento corporativo, societa anonoma La nuova antologia, Rome, 1935
- (it) Il presente e l'avvenire nella lotta contro la tubercolosi in Italia (discours prononcé à Milan au Théâtre Manzoni le 13 avril 1935), Federazione italiana fascista per la lotta contro la tubercolosi, Rome, 1935
- (it) Prolusione e discorso di chiusura al congresso della previdenza sociale, Istituto nazionale fascista della previdenza sociale, Bologne, 1935
- (it) Lineamenti dell'ordine corporativo fascista, Zanichelli, Bologne, 1936 et 1939
- (it) Orientamenti corporativi della medicina sociale, Societa anonima La nuova antologia, Rome, 1936
- (it) Legislazione sociale  dans Enciclopedia Italiana, Treccani, 1936
- (it) La madre e il fanciullo nell'impero fascista e nel lavoro, dans Difesa sociale vol 15 no 12 pages 957-958, décembre 1936
- (it) Gli assegni familiari in Italia, dans Informazioni sociali, n. 4, 1937
- Les allocations familiales en Italie, dans Revue internationale du travail vol 35 No 4 pages 481-512, 1937
- (it) Il libretto di lavoro, Cedam, Padoue, 1938
- (it) Gli strumenti dell'azione corporativa di intervento diretto, Casa editrice Poligrafica Universitaria, Florence, 1938
- (it) Assicurazione  avec Paolo Medolaghi (it) et Italo Giudici dans Enciclopedia Italiana, Treccani, 1938
- (es) Desarrollos actuales y futuros del corporativismo, Cadix, 1938 (introduction de Pier Lodovico Bertani,traduction de Felipe Ferrer Calbeto)
- (it) La legislazione sociale di guerra, dans Le assicurazioni sociali année 15, no 5, Istituto nazionale fascista della previdenza sociale, Rome, 1939
- (it) La politica del lavoro nel diritto fascista, Le Monnier, Florence, 1939 et 1940
- (it) Il Portogallo d'oggi negli scritti e nei discorsi, Le Monnier, Florence, 1939 (de Oliveira Salazar, préface de Dino Alfieri, introduction de Bruno Biagi)
- (it) Riforma fascista della previdenza sociale, dans Le assicurazioni sociali, année 15, no 2, Istituto nazionale fascista della previdenza sociale, Rome, 1939
- (it) Lo stato corporativo, nouvelle édition de Marco Piraino et Stefano Fiorito, Biblioteca del covo, 2018